# تروگ پمپه‌ای
تروگ پمپه‌ای یا تروگوس پمپیوس (در لاتین: Gnaeus Pompeius Trogus) از تاریخ‌نویسان رومی سده یکم پیش از میلاد بود.

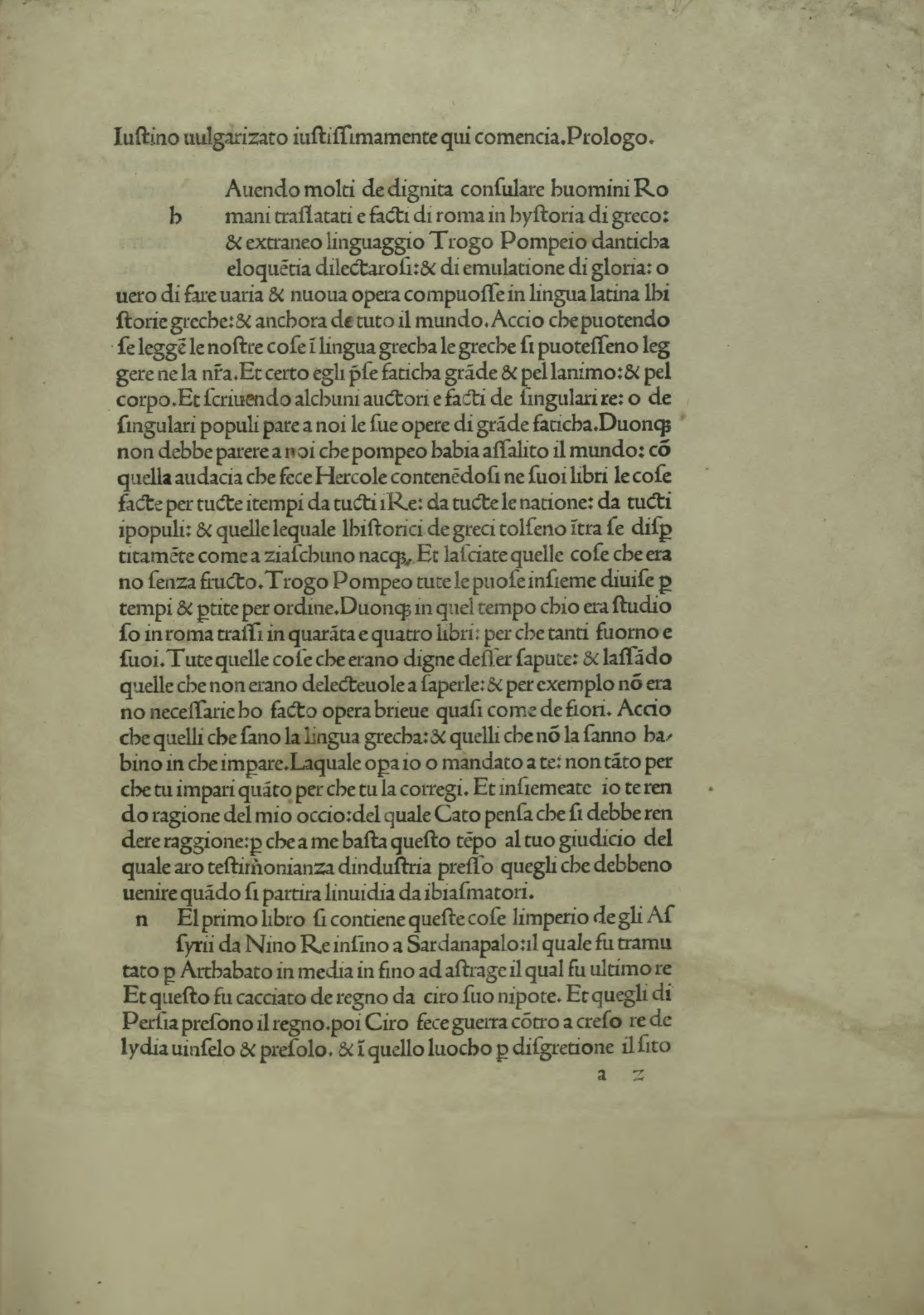
Epitome historiarum Trogi Pompeii

تبار او از تیرهٔ سلتی ووکونتی در گالیا ناربوننسیس بود.
تروگ پمپه یکی از مورخان معاصر اگوست امپراتور روم است.(۳۱پ.م تا ۱۴میلادی) او کتابهای خود را به زبان لاتین نوشت. وی در صدد بود تا یک دوره تاریخ عمومی را بنویسد و کار خود را با بیان سرگذشت پادشاه آشور آغاز کرد و پس از آن به نگارش تاریخ ماد و پارس پرداخت. او تاریخ آشور، میان رودان و ماد و پارس را به اختصار نوشت و بخش زیاد کتاب او دربارهٔ دولت مقدونیه، یونان و سلوکی و روم بوده‌است. او نام یکی از مهم‌ترین تألیفات خود را «فیلیپیک» نهاد. از مجموع چهل و چهار کتاب وی تنها پبشگفتار او به جای مانده است. او در پیشگفتار به فهرست مندرجات کتاب‌های خود اشاره کرده‌است. اگرچه بخش عمده ای از آثار او ناپدید شده‌است ولی روایت تروگ پمپه به وسیله ژوستین مورخ رومی نقل شده‌است.
تروگ کتاب‌هایی نیز در زمینهٔ تاریخ طبیعی و جانوران و گیاهان نیز نوشت. پلینیوس از این آثار او گفتاوردهای زیادی برداشت کرده‌است.
پدر بزرگ تروگ به‌خاطر خدمت‌هایش در جنگ، شهروندی رومی دریافت کرد.